# Juan de Estrada Rávago y Añez
Juan de Estrada Rávago y Añez (Guadalajara, España, ca. 1500 – ib., después de 1570) fue un religioso y político español, que como teniente de alcalde mayor de la provincia de Nueva Cartago y Costa Rica, pasó a gobernarla en el año 1562.

## Biografía
Juan de Estrada Rávago y Añez había nacido hacia 1500 en la ciudad de Guadalajara de Castilla la Nueva, que formaba parte de la Corona castellana, siendo hijo de Francisco de Rávago y de María Áñez.
Fue fraile franciscano y pasó a la América española para servir en varios curatos de las alcaldías mayores de Honduras y de Guatemala, que dependían de la capitanía general homónima y a su vez del Virreinato de Nueva España, por lo que pudo reunir unos seis mil quinientos pesos de plata.
A principios de 1560 se asoció como lugarteniente de Juan de Cavallón y Arboleda, quien carecía de recursos económicos, a quien el rey Felipe II de España había nombrado alcalde mayor de la misma.
Ambos salieron de la ciudad de Guatemala con hombres y pertrechos para emprender la conquista de la provincia de Nueva Cartago y Costa Rica.
En la bahía de Zorobaró o de San Jerónimo, en la costa del Caribe, fundó la efímera villa del Castillo de Austria, que posteriormente trasladó a la boca del entonces río Suerre y que tampoco allí logró subsistir. Posteriormente se reunió con su socio en el interior de Costa Rica.
Su actuación se caracterizó por su bondad con los indígenas y su índole generosa.
En enero de 1562 quedó al mando de la provincia por haberse ausentado definitivamente Cavallón, y desempeñó el cargo de alcalde mayor interino hasta el 20 de noviembre de 1562, fecha en que asumió esas funciones Juan Vázquez de Coronado.
Por disgustos con aquel por no apoyarlo en su nombramiento como obispo marchó a España en 1563. Regresó a Costa Rica en 1566 y durante varios años desempeñó el cargo de cura párroco y vicario de Cartago. Después retornó a su ciudad natal Guadalajara, en donde falleció después de 1570.